# Liste von Wirkungsorten schreibender Nonnen im Mittelalter im deutschsprachigen Raum
Diese Liste von Wirkungsorten schreibender Nonnen im Mittelalter im deutschsprachigen Raum erfasst die Wirkungsorte von Nonnen und Beginen des Mittelalters (aus vorreformatorischer Zeit) im deutschsprachigen Raum, die geistliche Literatur verfasst haben oder von denen mittelalterliche Lebensbeschreibungen oder Offenbarungs-Aufzeichnungen existieren.
Berücksichtigt sind auch die so genannten Schwesternbücher.

## Admont,Kloster Admont(Frauenkonvent), Benediktinerinnen
- Gertrud von Admont, Verfasserin der Vita magistrae

## Baden-Baden,Kloster Lichtenthal, Zisterzienserinnen
- Regula von Lichtenthal († 1478)

## Bingen,Kloster Rupertsberg, Benediktinerinnen
- Hildegard von Bingen († 1179)

## Bonn-Vilich, Benediktinerinnen
- Bertha von Vilich, Verfasserin der Vita der Adelheid von Vilich (1056/57)

## Colmar,Kloster Unterlinden, Dominikanerinnen
- Katharina von Gebersweiler († 1330/45), Verfasserin des Unterlindener Schwesternbuchs
- Elisabeth Kempf († 1485)

## Diessenhofen,Kloster St. Katharinental, Dominikanerinnen
- St. Katharinentaler Schwesternbuch (14. Jahrhundert)

## Emmerich, Konvent St. Agnes, Augustinerchorfrauen (Schwesternhaus der Devotio moderna)
- Mechtelt Smeeds (um 1500), wahrscheinlich Verfasserin des Emmericher Schwesternbuchs

## Kloster Engelthal, Dominikanerinnen
- Christine Ebner († 1356)
- Gerdrut, fragmentarische Vita (14. Jahrhundert)
- Adelheid Langmann († 1375)
- Engelthaler Schwesternbuch (14. Jahrhundert)

## Esslingen,Kloster Weiler, Dominikanerinnen
- Weiler Schwesternbuch (14. Jahrhundert)

## Freiburg im Breisgau,Kloster Adelhausen, Dominikanerinnen
- Anna von Munzingen († 1327), Verfasserin des Adelhauser Schwesternbuchs

## Freiburg im Breisgau, Klarissen
- Magdalena Beutler († 1458)

## Stift Gandersheim, Kanonissen
- Hrotsvit  († nach 973)

## Kloster Hane, Prämonstratenserinnen
- Christina von Retters († um 1292)

## Kloster Helfta, Zisterzienserinnen
- Gertrud von Helfta († 1301/02)
- Mechthild von Hackeborn († 1299)
- Mechthild von Magdeburg († 1282)
- Schwester N.

## Kloster Kirchberg, Dominikanerinnen
- Kirchberger Schwesternbuch und Vita der Irmengard

## Magdeburg, Klause
- Margareta Contracta (13. Jahrhundert)

## Marienwerder, Klause
- Dorothea von Montau († 1394)

## Mödingen,Kloster Maria Medingen, Dominikanerinnen
- Margareta Ebner († 1351)

## Kloster Oberweimar, Zisterzienserinnen
- Lukardis von Oberweimar († 1309)

## Offenburg, Beginengemeinschaft
- Gertrud von Ortenberg († 1335)

## Stift Pillenreuth, Augustinerchorfrauen
- Anna Ebin († 1485)

## Kloster Reute, Franziskanerterziarinnen
- Elisabeth Achler († 1420)

## Kloster Schönau (Nassau), Benediktinerinnen
- Elisabeth von Schönau († 1164)

## Schwäbisch Gmünd,Kloster Gotteszell, Dominikanerinnen
- Gotteszeller Schwesternbuch (14. Jahrhundert)

## Kloster Töss, Dominikanerinnen
- Elsbeth Stagel (†  um 1360)
- Tösser Schwesternbuch

## Villingen,Bickenkloster, Klarissen
- Ursula Haider († 1498)

## Weißenfels,Kloster Sankt Claren, Klarissen
- Die 1350–1380 entstandene Chronik verbindet Stifterchronik und Schwesternbuch.

## Wien, Beginengemeinschaft (?)
- Agnes Blannbekin († 1315)

## Kloster Wittichen, Klarissen
- Luitgard von Wittichen († 1348)

## Kloster Zimmern im Ries, Zisterzienserinnen
- Verfasserin (angeblich Hildegard von Hürnheim) des „Zimmernschen Secretum secretorum“ (1282)

## Zürich,Kloster Oetenbach, Dominikanerinnen
- Elsbeth von Oye (1. Hälfte 14. Jahrhundert)
- Ötenbacher Schwesternbuch (14. Jahrhundert)